# Agriculture de l'empire du Japon

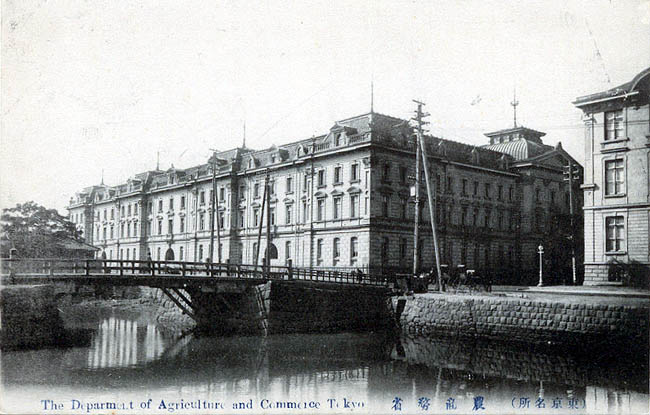
Ministère de l'Agriculture à Tokyo, avant 1923.

L'agriculture de l'empire du Japon (農業政策, Nōgyō seisaku) était une composante importante de l'économie japonaise d'avant-guerre. Bien que 16 % seulement du territoire japonais fût cultivable avant la guerre du Pacifique, plus de 45 % des foyers vivaient alors de l'agriculture. Le riz était de loin la semence la plus cultivée, l'agriculture japonaise représentait en 1937 15 % de la production mondiale de riz.

## Développements historiques

### Ère Meiji (1868-1912)
Au moment de la fin du shogunat Tokugawa en 1868 avec la restauration de Meiji, le système agricole était surtout dominé par de grands propriétaires terriens qui louaient de petites parcelles à des fermiers. Le gouvernement de Meiji fonda son programme d'industrialisation sur les recettes fiscales des propriétés foncières privées, et la réforme de la taxe foncière de 1873 augmenta le nombre de grands propriétaires terriens car beaucoup de fermiers se virent confisquer leurs terres en raison de leur incapacité à payer les nouvelles taxes.

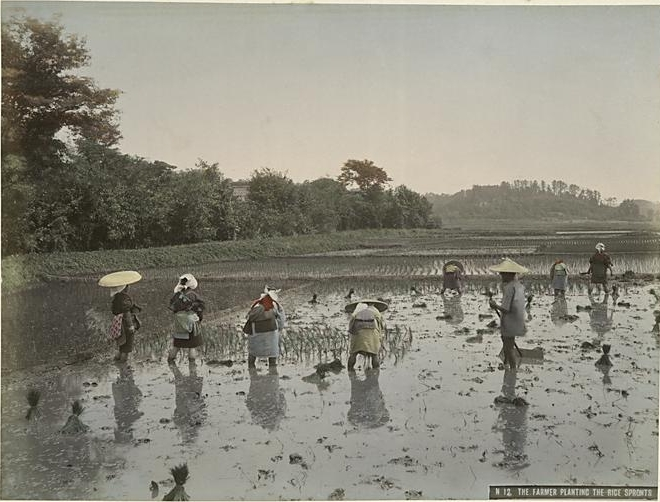
Culture du riz dans les années 1890. Ce genre de scène restera inchangée jusque dans les années 1970 dans certaines parties du Japon.

La situation empira avec la politique fiscale Matsukata déflationniste de 1881-1885 qui déprima sévèrement le prix du riz, conduisit à de nouvelles faillites, et même à de grandes révoltes rurales contre le gouvernement. À la fin de l'ère Meiji, plus de 67 % des familles d'agriculteurs louaient leurs terres, et la production agricole stagnait. Étant donné que les fermiers étaient contraints de remettre la moitié de leur récolte pour payer leur loyer, ils étaient souvent obligés d'envoyer leurs épouses et leurs filles travailler dans des usines textiles ou même de vendre leurs filles en tant que prostituées pour payer les taxes.
Au début de l'ère Meiji, les propriétaires des champs recueillaient une grande partie du loyer en nature plutôt qu'en argent et par conséquent jouaient un rôle important dans le développement de l'agriculture puisque les fermiers avaient des difficultés à obtenir de l'argent. Petit à petit, avec le développement de l'agriculture d'exportation pour compléter les revenus du riz et la montée générale du capitalisme au début du XXe siècle, des coopératives agricoles et le gouvernement versèrent des subventions agricoles, des prêts et introduisirent de nouvelles techniques agricoles.
La première coopérative agricole fut fondée en 1900, après que leur création fut discutée à la diète du Japon par Shinagawa Yajirō et Hirata Tosuke comme moyen pour moderniser l'agriculture japonaise, et de l'adapter à une économie de marché. Ces coopératives servirent dans les zones rurales de banques coopératives et de coopératives d'achat qui aidaient à la commercialisation et la vente des produits agricoles.

### Ère Taishō (1912-1926)
L'association agricole impériale (帝国農会, Teikoku Nokai) était l'organisation centrale des coopératives agricoles dans l'empire du Japon. Elle fut fondée en 1910 et fournissait une assistance aux coopératives en transmettant les progrès de la recherche agricole et en facilitant la vente des produits agricoles. L'association agricole impériale était le sommet d'une structure à trois niveaux gérant le réseau national des coopératives agricoles. L'association fut d'une importance vitale après que le marché national fut regroupé sous le contrôle du gouvernement à la suite des émeutes du riz de 1918 et avec la crise économique de la fin des années 1920. L'augmentation des litiges entre les propriétaires terriens et les fermiers qui louaient conduisit le gouvernement à réglementer de plus en plus l'agriculture.
Après les émeutes du riz de 1918, de nombreux paysans furent convaincus par les idées du mouvement ouvrier à tendance socialiste, communiste et agrariste ce qui créa plusieurs problèmes politiques sérieux. Non seulement la famille impériale du Japon et les zaibatsu étaient les principaux propriétaires terriens du pays, mais jusqu'en 1928, un impôt sur le revenu limita sévèrement le droit de vote, réservant les sièges de la diète aux personnes aisées. En 1922, la Nihon Nomin Kumiai (« l'union des fermiers du Japon ») fut fondée pour militer pour les droits des fermiers et réduire le montant des loyers. 

### Ère Shōwa (période de 1926 à 1945)
Dans les années 1930, l'augmentation de l'économie urbaine et l'exode rural vers les villes affaiblirent peu à peu les grands propriétaires terriens. Les années d'entre-guerre virent aussi l'introduction rapide des machines agricoles, et l'ajout aux engrais naturels d'origine animale des engrais chimiques et des phosphates importés.
Avec la croissance de l'économie pendant la guerre, le gouvernement reconnut que la mainmise des grands propriétaires terriens était un obstacle à l'augmentation de la productivité agricole, et prit des mesures pour accroître son contrôle sur l'agriculture avec la formation de l'association agricole centrale (中央農会, Chuo Nokai) en 1943 qui devint vitale pour mettre en place les réformes du gouvernement en raison des besoins de guerre. Une autre mission de l'association était d'assurer l'approvisionnement alimentaire du marché local et de l'armée. Elle fut dissoute après la Seconde Guerre mondiale.

## Terres cultivées
En 1937, la superficie des terres cultivées étaient de 14 940 000 acres (60 460 km2), ce qui représentait 15,6 % de la surface totale du territoire japonais, comparée aux 10 615 000 acres (42 957 km2) ou 40 % de l'Ohio (États-Unis), ou aux 12 881 000 acres (52 128 km2) ou 21 % en Angleterre. La proportion des terres cultivées augmenta de 11,8 % en 1887 à 13,7 % en 1902, et de 14,4 % en 1912 à 15,7 % en 1919. Elle chuta à 15,4 % en 1929. Il y avait 5 374 897 fermiers avec en moyenne 2,67 acres (11 000 m2) par famille, en comparaison avec la moyenne américaine qui était de 155 acres (627 000 m2). Les plus grands se trouvaient à Hokkaidō et à Karafuto et diminuait à 2 acres (8 000 m2) dans le sud-ouest. Les cultures intensives, les engrais et les progrès scientifiques augmentèrent le rendement à 43 boisseaux par acre (2,89 t/ha) en 1936. 
Au sud du Japon, dans certaines parties, le climat subtropical permettait une double récolte. Outre le riz, les autres céréales cultivées étaient le blé, le maïs, le seigle, le millet, l'orge, les pommes de terre et le soja.

## Types de cultures par région

### Territoires du Nord
Les îles Chishima faiblement peuplées avaient un climat peu clément pour autre chose que de l'agriculture vivrière. L'économie était basée sur la pêche, la chasse à la baleine et l'élevage de rennes (pour la fourrure et la viande).
La préfecture de Karafuto connaissait les mêmes difficultés climatiques pour son agriculture, avec en plus un problème de podzosol (sols acides). Une agriculture vivrière s'était développée dans le sud où les sols permettaient la culture de pommes de terre, d'avoine, de seigle, de fourrage et d'autres légumes. 7 % seulement de la surface de Karafuto était cultivable. L'élevage était par contre très important. Grâce aux politiques gouvernementales, des agriculteurs expérimentés d'Hokkaido et du Nord d'Honshu vinrent s'installer à Karafuto en échange de 12,5 acres (51 000 m2) à 25 acres (100 000 m2) de terres et d'une maison chacun, et ainsi la production agricole et la population japonaise augmentèrent constamment pendant les années 1920 et 1930. En 1937, 10 811 familles cultivaient 86 175 acres (348,74 km2), en comparaison aux 8 755 families qui cultivaient 179,9 km2 en 1926.

### Hokkaidō
Depuis le début de l'ère Meiji, l'île d'Hokkaido était une zone prioritaire pour le développement de l'agriculture, avec la création de l'office de colonisation d'Hokkaido, et l'aide de nombreux conseillers étrangers qui introduisirent de nouvelles cultures et de nouvelles techniques agricoles. La superficie des champs d'Hokkaido était en moyenne de 11 acres (48 000 m2), quatre fois plus que la moyenne japonaise. Malgré les efforts pour que la culture du riz occupe 60 % des terres cultivables de l'île, le climat et les sols n'étaient pas favorables et les rendements étaient faibles. Les autres produits cultivés étaient l'avoine, les pommes de terre, les légumes, le seigle et le blé, sans oublier la présence de l'horticulture. L'industrie laitière était importante et beaucoup de chevaux de l'île furent utilisés par la cavalerie de l'armée impériale japonaise. 
L'île comptait deux millions de familles d'agriculteurs et le gouvernement estimait que l'on pouvait en installer encore un million.

### Honshū
La superficie des champs étaient de 3,5 à 4 acres (14 000 à 16 000 m2), et y était surtout cultivé du riz, des pommes de terre et du seigle. Le nord de l'île d'Honshu produisait 75 % des pommes du Japon. La culture de cerises et l'élevage de chevaux étaient aussi beaucoup pratiqués. Au centre d'Honshu étaient cultivé du riz et des produits spéciaux comme le mûrier blanc (pour les vers à soie) à Suwa, le thé (à Shizuoka), le daïkon (radis blanc) à Aichi, mais aussi du seigle, du riz et du raisin pour faire du vin.

### Shikoku et Kyūshū
En raison d'un climat subtropical, les îles de Shikoku et de Kyūshū étaient dominées par la culture du riz et des patates douces. Y étaient aussi cultivé la canne à sucre, les bananes, le citron japonais, du tabac, du taro et des haricots. D'autres produits étaient cultivés dans les hauteurs comme le seigle, le blé, la morille, la soie et l'on y pratiquait l'élevage (chevaux et vaches).

### Îles Ryūkyū
Les îles Ryūkyū au climat tropical avaient des terres cultivables limitées qui ne permettaient qu'une agriculture de subsistance basée sur le riz, les patates douces, la canne à sucre et les fruits.

### Taïwan
Du fait de l'origine chinoise de la majorité de la population, les méthodes et les produits de l'agriculture de Taïwan étaient d'inspiration chinoise, avec la prédominance de la culture du riz et des patates douces. Pour l'exportation étaient cultivé des fruits, du thé, du jute et de la ramie. La superficie des terres cultivées était de 2 116 174 acres (8 563,85 km2) pour une densité de 1 576 habitants par km² en 1937.
Le gouvernement japonais mit l'accent sur le développement de l'industrie de la canne à sucre, et l'île de Taïwan finit par satisfaire 42 % de la demande de sucre brut du Japon. La consommation de sucre au Japon passa de 7 kg par personne par an en 1918 à 14 kg en 1928.
Le gouvernement essaya également de développer la sylviculture. Le bois de camphre était exploité dans les forêts et les plantations avec un monopole gouvernemental total (la « Compagnie industrielle de Formose » à partir de 1899).

### Mandat des îles du Pacifique
Le climat équatorial-tropical des îles du Pacifique sous mandat permettait la culture de noix de coco, de taro, de patates douces, de tapioca de bananes, d'ananas et de riz, pour la consommation locale et l'exportation. 
L'industrie de la canne à sucre fut développée par le gouvernement surtout à Saipan et à Palau. Cependant, la faible superficie de ces îles rendait la pêche et la chasse à la baleine plus intéressant économiquement.

### Philippines
Avant la guerre du Pacifique se trouvait un petit établissement japonais à Davao dans le sud de l'île Mindanao qui travaillait pour des entreprises japonaises cultivant l'abaca pour faire du chanvre de Manille. C'était le principal centre de cette culture dans la région. Étaient aussi cultivée la canne à sucre, l'ananas, les bananes, les patates douces et d'autres produits tropicaux. La culture de l'abaca dans la région dépassait celle de la canne à sucre en superficie mais pas en valeur. 25 % de la récolte totale était envoyée aux États-Unis. Du sisal était aussi exporté vers les États-Unis et le Japon.